# 103P/Hartley
O Cometa Hartley 2, designado como 103P/Hartley pelo Minor Planet Center, é um pequeno cometa periódico do nosso Sistema Solar com um período orbital de 6,46 anos. O seu diâmetro é estimada como sendo de 1,2 a 1,6 quilômetros.

## Descoberta e nomeação
O cometa foi descoberto no dia 15 de março de 1986, pelo astrônomo Malcolm Hartley através do Telescópio Schmidt, no Observatório de Siding Spring, na Austrália. Esse cometa foi batizado com o nome do seu descobridor.

## Sobrevoo da Deep Impact (missão EPOXI)
O Hartley 2 foi alvo de um sobrevoo da sonda espacial Deep Impact, como parte da missão EPOXI, em 4 de novembro de 2010, que foi capaz de se aproximar a menos de 700 quilômetros do cometa Hartley 2, como parte de sua missão estendida. Em novembro de 2010 o Hartley 2 ficou sendo o menor cometa a ser visitado por uma sonda. Ele foi o quinto cometa visitada por uma nave espaciai, e o segundo cometa visitado pela sonda Deep Impact, que visitou primeiramente o cometa Tempel 1 em 4 de julho de 2005.